# Simulationsdatorspel
Ett simulationsdatorspel, eller simspel, är ett datorspel som kombinerar skicklighet med slump och strategi för att kunna simulera en aspekt av verkligheten, som till exempel en aktiebörs. Vissa simulationsspel har som mål att simulera den riktiga världen; andra försöker simulera en fiktiv värld. Det finns även en del spel (till exempel The Sims ) som är designade för att simulera både och.
Simulationsdatorspel är en bred genre innehållande titlar såsom SimCity, Civilization, Rollercoaster Tycoon och The Sims.

## Genrer beskrivna som simulationer
Byggnads- och ledningssimulatorer
Spelaren får uppleva hur det är att leda eller styra en nation, en stad, ett fotbollslag, en affärsverksamhet eller hur det är att vara en gud.
Exempel på spel: Championship/Football Manager, Civilization, Populous, Rollercoaster Tycoon, Simcity.
Fordonssimulatorer
Spelaren kör ett fordon. Detta inkluderar flygsimulatorer, racingspel och spel där spelaren styr andra fordon som stridsvagnar, båtar eller tåg.
Exempel på spel: Need for Speed, Omsi, Euro Truck Simulator, Trainz.
Fotosimulatorer
Spel som involverar fotografering av djur eller människor.
Exempel på spel: Pokémon Snap.
Livssimulatorer
En genre där spelaren får styra en livsform eller ett ekosystem på olika nivåer.
Exempel på spel: The Sims, Spore,  Tamagotchi, Nintendogs, Animal Crossing.
Medicin- och läkarsimulationer
Spelaren tar upp rollen som kirurg eller annan typ av läkare.
Exempel på spel: LifeSigns, Trauma Center, Surgeon Simulator 2013.
Relationssimulatorer
En genre som fokuserar på relationer och dating. I många spel är detta bara en del av hela spelupplevelsen.
Exempel på spel: Harvest Moon.
Sportsimulatorer
Spelaren får styra exempelvis ett fotbollslag, hockeylag eller en snowboardåkare. Spelen i denna genre strävar ofta efter att bli så lika verkligheten som möjligt.
Exempel på spel: FIFA Football, SSX, Top Spin.

## Andra spel beskrivna som simulationer
- Vissa krigsspel med en högre grad av realism än andra spel och som försöker simulera verklig krigföring. Spel där spelaren styr en enskild soldat brukar ibland kallas Soldatsimulationer.
- "Sim"-datorspel utvecklade av bland andra Maxis. Dessa spel har simulerat många olika upplevelser i allt från stadsbyggande till helikopterflygning.